# Sakalbela
Sakalbela is een Bengaalse krant, uitgegeven in Kolkata, India. Het eerste nummer verscheen op 29 juni 2010. Het dagblad is eigendom van de Saradha Group (Saradha Printing & Publication Pvt. Ltd.), die ook de Engelstalige The Bengal Post in handen heeft. Er verschijnen edities in Kolkata, Silliguri, Durgapur, Guwahati, Agartala en New Delhi. De huidige hoofdredacteur (2012) is Sudipta Sen, die dat ook is voor The Bengal Post.